# Hardturm
Der Hardturm ist ein Gebäude aus dem Mittelalter, welches zur vorgezogenen Verteidigungslinie von Zürich gehörte und der ganzen Umgebung den Namen gab. Er ist das einzige erhalten gebliebene profane Bauwerk aus dem Hochmittelalter in Zürich. Der Turmschaft besteht bis in eine Höhe von 6 m aus 3,5 m starkem Mauerwerk, was im Innern des Turms einen ursprünglich nur von oben zugänglichen, möglicherweise als Verlies genutzten Raum von nur 4 × 4 m frei lässt. In den unteren zwei Wohngeschossen beträgt die Mauerstärke auf den stadt- und flussabgewandten West- und Südseiten immer noch 2,5 m und weist gegen Westen ein schmales Schlitzfenster auf.
Der quadratische, viergeschossige Turm mit Pyramidendach und Treppenturm gehörte zur äusseren mittelalterlichen Stadtbefestigung von Zürich und war Bestandteil der Letzimauer. Er wurde im 12. oder 13. Jahrhundert erbaut, urkundlich erstmals 1336 erwähnt, 1343 durch ein Hochwasser zerstört und wieder aufgebaut.
Ursprünglich diente der Turm wohl zur Kontrolle eines Flussübergangs. 1352 wurde der über die Limmat führende Steg jedoch zerstört und nicht wieder aufgebaut.
Bis 1461 hatte das Rittergeschlecht Manesse den Turm zu Lehen. Er diente vermutlich zur Kontrolle des Brückenübergangs über die Limmat und war von einer Ringmauer und einem Wassergraben umgeben. Seit dem 16. Jahrhundert ist das Gebäude im Privatbesitz. 1693 wurden die vier Erker angesetzt, Grundrisse und Fassaden zur jetzigen Form umgestaltet und der Turm zu Wohnzwecken genutzt.
Ab 1882 diente der Turm als Wohn- und Versammlungsraum der Kammgarnspinnerei Schoeller und Co., die auf dem Hardturm-Areal eine florierende Kammgarnfabrik und Tuchfärberei betrieb. Im Zweiten Weltkrieg baute man als Teil der Limmatstellung zwei betonierte Unterstände als Beobachtungsstand mit freiem Schussfeld über den Fluss. Ab 1974 floss der gesamte Besitz in die Immobilien- und Verwaltungsgesellschaft „Hardturm AG“ ein, die Teil des Textilherstellers Albers & Co ist.
Der Hardturm wurde 1964 unter Denkmalschutz gestellt und 1999 einer umfassenden Sanierung unterzogen.

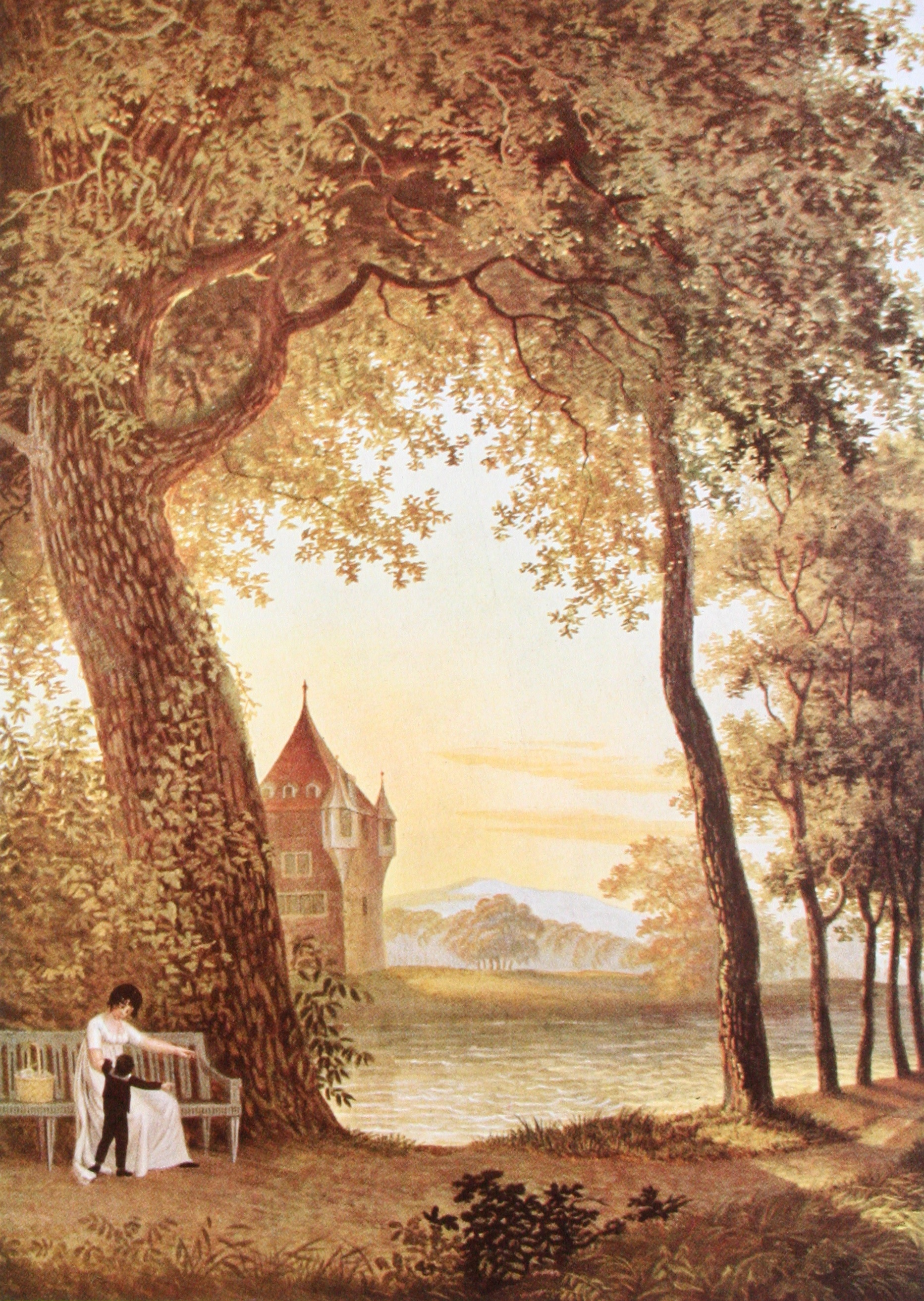
Hardturm um 1800
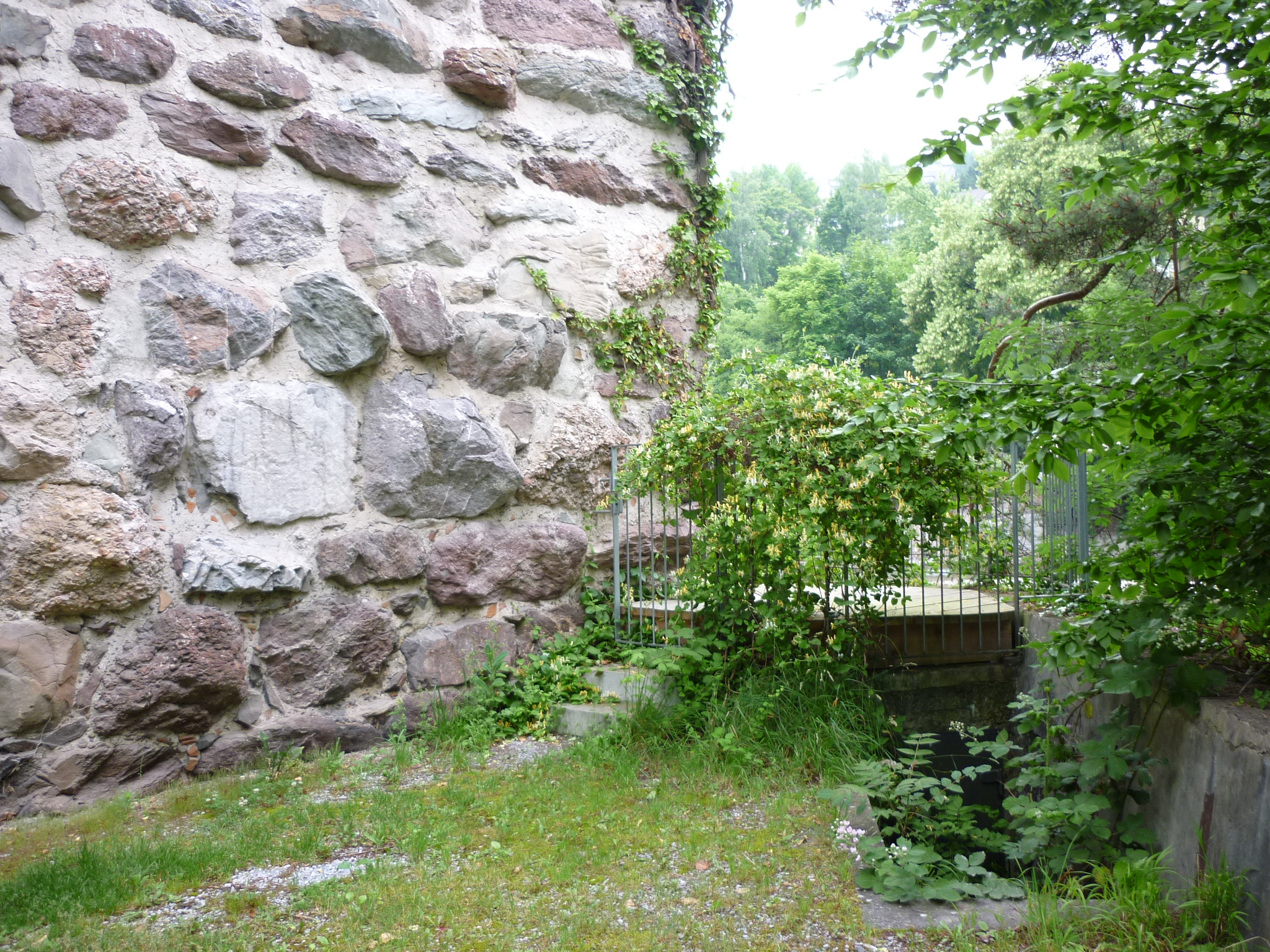
Limmatstellung
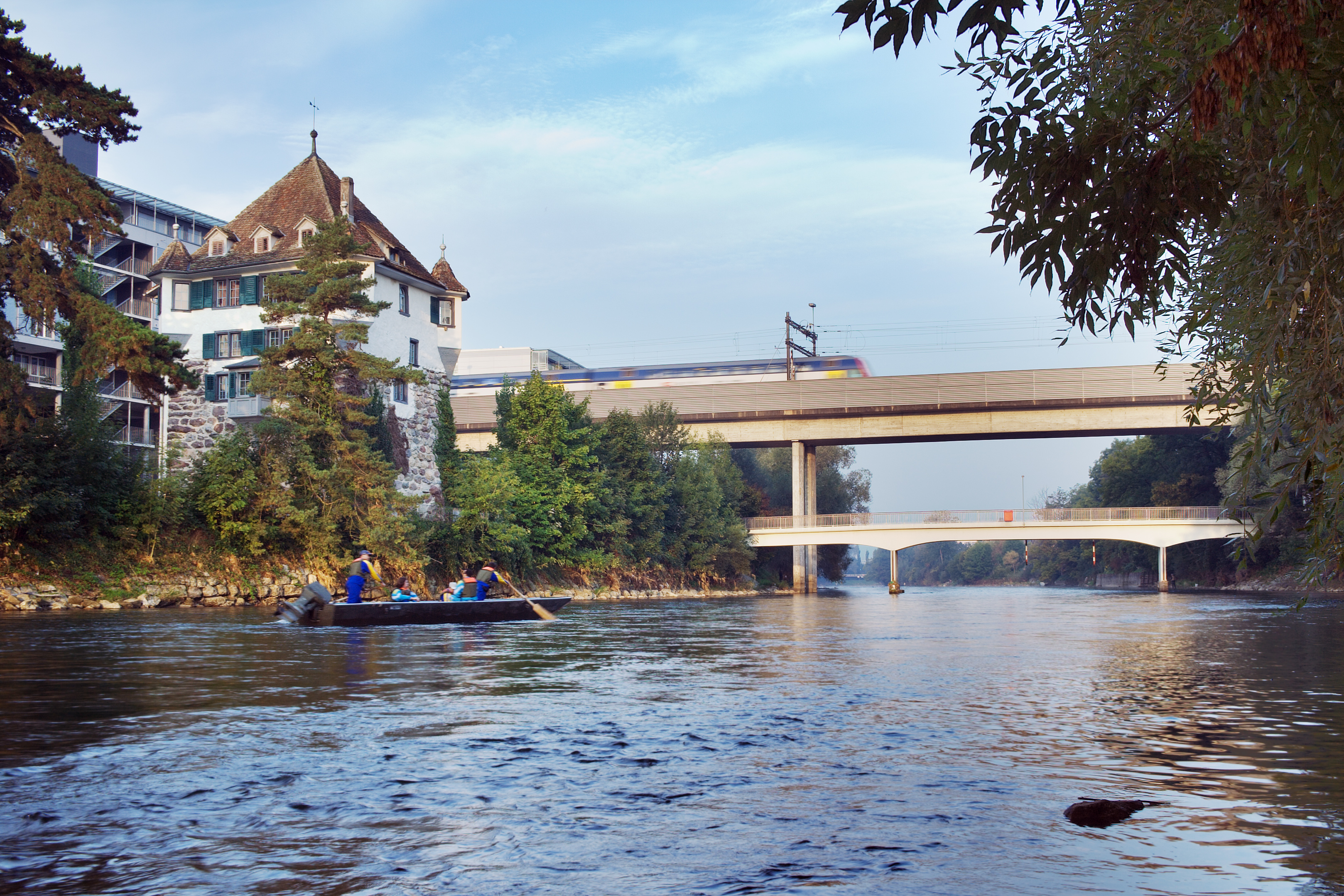
Ansicht von Nordost
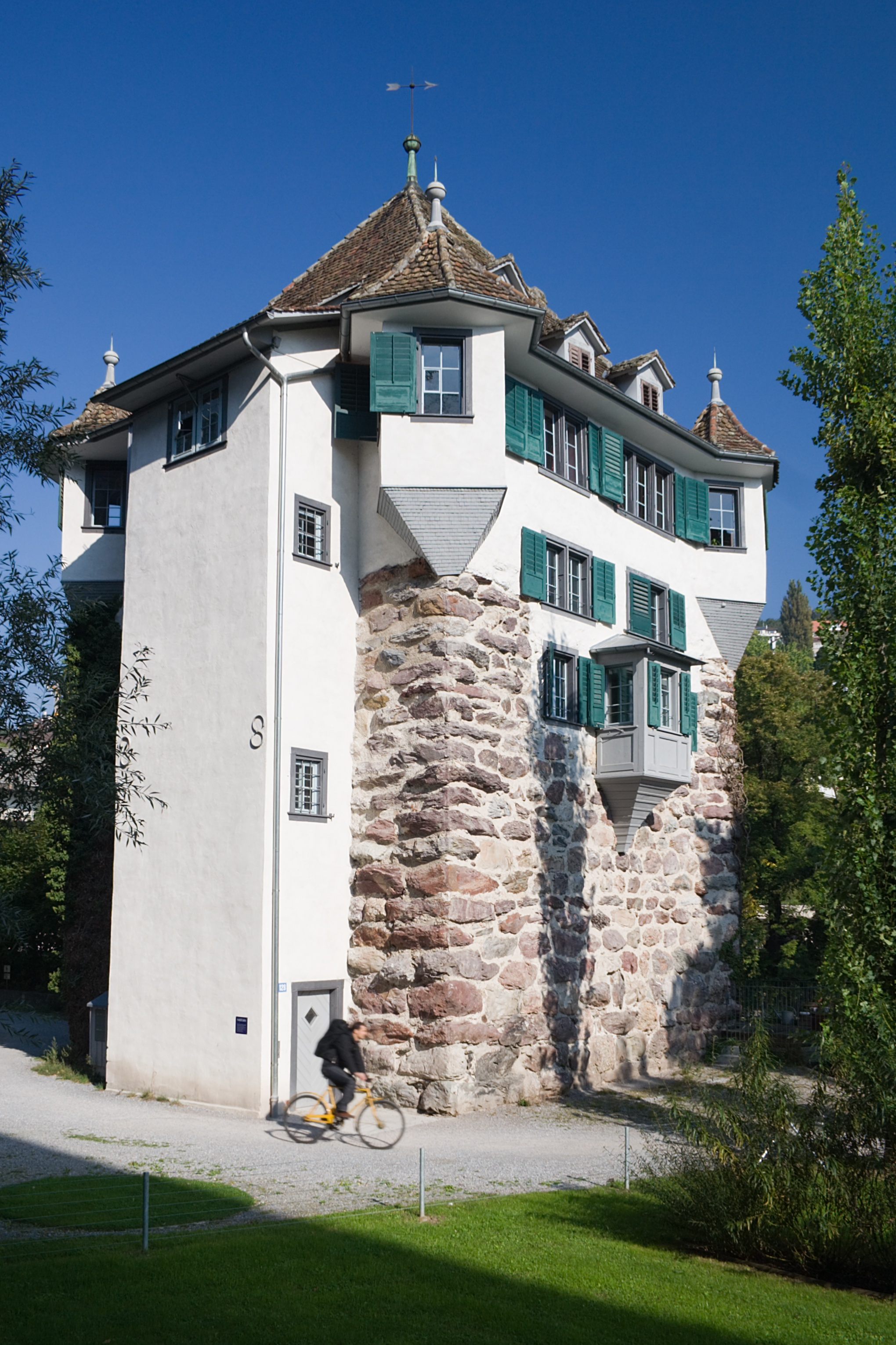
Hardturm 2005
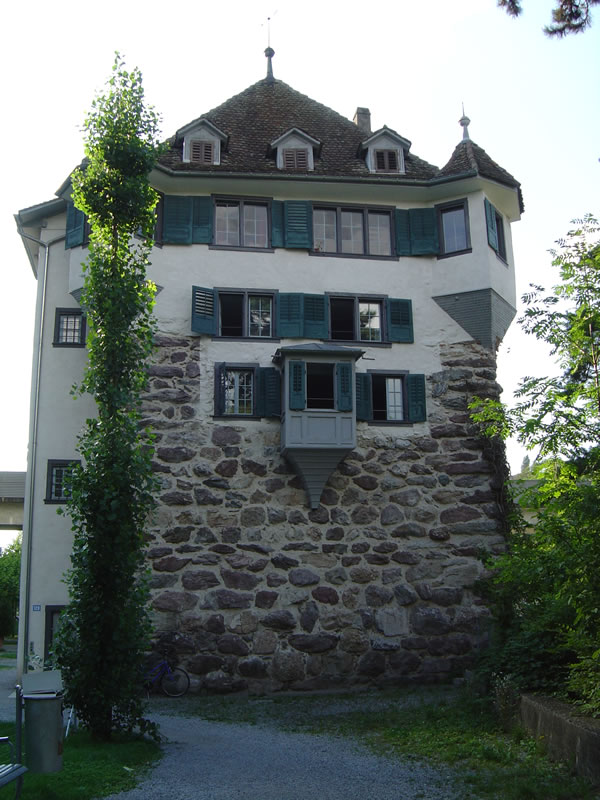
Hardturm 2005
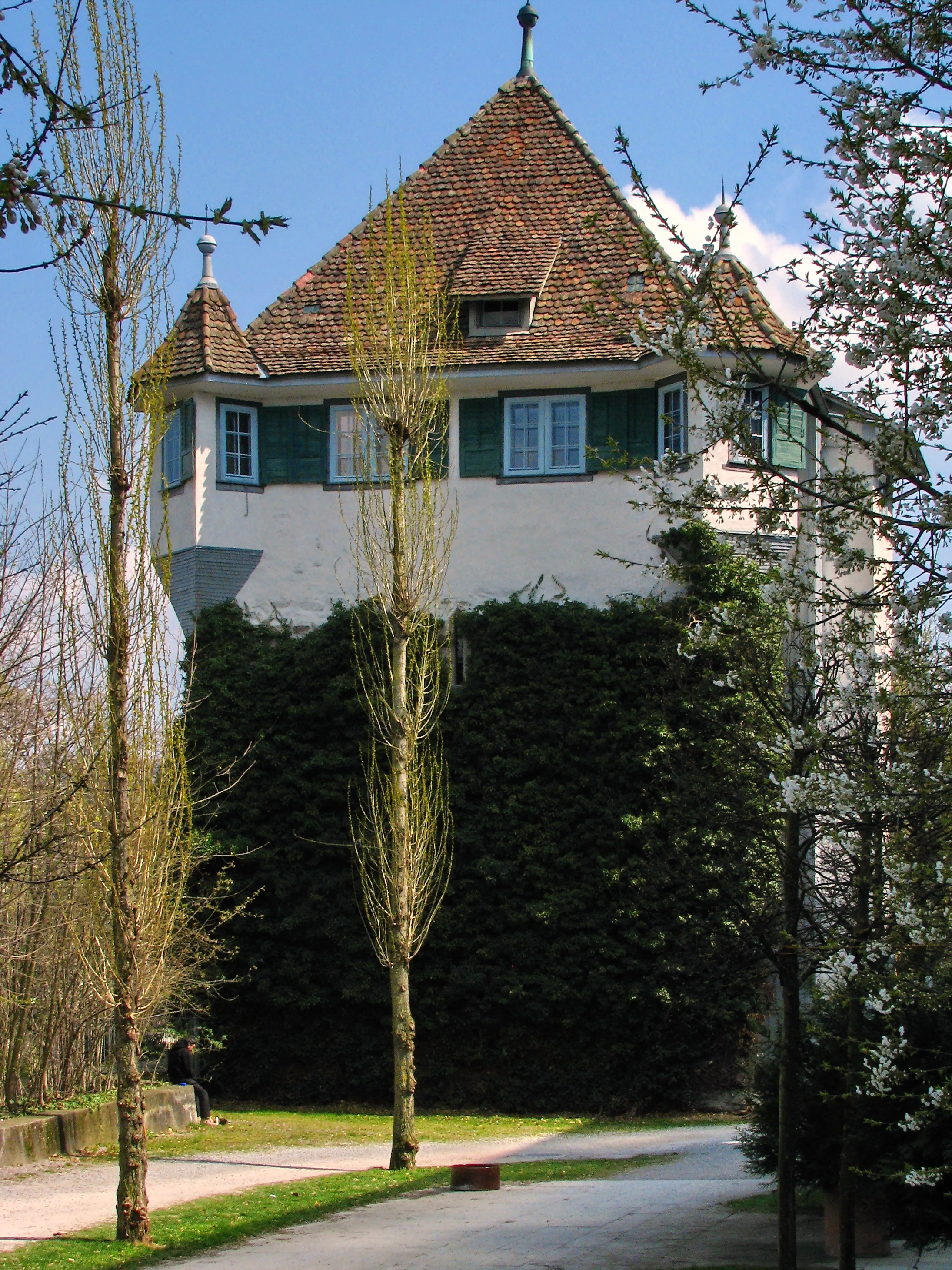
Hardturm 2010

## Hardturm in der Literatur

### Am Hardturm
Gedicht von Jakob Christoph Heer
Es steht der Turm am grünen Strand

Der Efeu klettert an der Wand.
Im Erker, den das Grün umspielt,

Sitzt Mutter Zeit, sie seufzt und schielt.
Sie spinnt und an des Turmes Fuss

Hebt sich die Flut zum Wandergruss.
Was je auf leichten Wellen glitt,

Das sah zum Turm und grüsste mit.
Koordinaten: 47° 23′ 38,54″ N, 8° 30′ 49,25″ O; CH1903: 681162 / 249802